# 秦居中
秦居中，元朝政治人物。

## 生平
1285年（元世祖至元二十二年）接替僕散翰文任松江府知府一职。至元末，由张之翰接任。
或稱张之翰在秦居中之前。